# Żarnowo (gromada)
Żarnowo – dawna gromada, czyli najmniejsza jednostka podziału terytorialnego Polskiej Rzeczypospolitej Ludowej w latach 1954–1972.
Gromady, z gromadzkimi radami narodowymi (GRN) jako organami władzy najniższego stopnia na wsi, funkcjonowały od reformy reorganizującej administrację wiejską przeprowadzonej jesienią 1954 do momentu ich zniesienia z dniem 1 stycznia 1973, tym samym wypierając organizację gminną w latach 1954–1972.
Gromadę Żarnowo z siedzibą GRN w Żarnowie II utworzono – jako jedną z 8759 gromad – w powiecie augustowskim w woj. białostockim, na mocy uchwały nr 10/V WRN w Białymstoku z dnia 4 października 1954. W skład jednostki weszły miejscowości  Żarnowo I, Żarnowo II, Żarnowo III, Biernatki, Turówka i Wójtowskie Włóki, wyłączonone z miasta Augustowa w tymże powiecie. Dla gromady ustalono 15 członków gromadzkiej rady narodowej.
1 stycznia 1958 z gromady Żarnowo  wyłączono wieś Wójtowskie Włóki, włączając ją do miasta Augustowa.
1 stycznia 1972 do gromady Żarnowo przyłączono obszar zniesionej gromady Nowe Rutki.
Gromada przetrwała do końca 1972 roku, czyli do kolejnej reformy gminnej.